# Gravenhurst (Wielka Brytania)
Gravenhurst – civil parish w Anglii, w hrabstwie ceremonialnym Bedfordshire, w dystrykcie (unitary authority) Central Bedfordshire. W 2011 roku civil parish liczyła 595 mieszkańców. Gravenhurst jest wspomniana w Domesday Book (1086) jako Crauenhest.